# Laguna Yema
La Laguna Yema es una depresión natural del noroeste de la provincia de Formosa, Argentina, cuyo contenido hídrico se evaporó. 24°20′00″S 61°20′00″O / -24.33333, -61.33333
A mediados de los años 1980 se construyó el embalse de Laguna Yema sobre esta depresión, llevando hasta el lugar las aguas del río Teuquito, lo que permitió la irrigación de los campos de la zona. El nombre de Yema lo debe a un cacique wichí llamado Yema que dominaba estas tierras. Está ubicada en el centro oeste de la Provincia, entre las localidades de Pozo del Mortero y Los Chiriguanos a 380 km de la ciudad de Formosa, corresponde al Departamento Bermejo.
La ciudad de Laguna Yema fue fundada en 1925 coincidiendo con la instalación de la vía férrea Formosa – Embarcación.
El grandioso espejo de agua, habitado por dorados, pacúes, sábalos, tarariras.
- Datos: Q5969163